# Andrzej Klamt
Andrzej Klamt (ur. 8 października 1964 w Bytomiu) – polsko-niemiecki filmowiec, reżyser i producent filmów dokumentalnych.

## Życiorys
W roku 1979 przeprowadził się jako nastolatek z rodzicami do Niemiec. Po maturze studiował od 1985 do 1990 r. filmoznawstwo i slawistykę na Uniwersytecie Johanna Wolfganga Goethego we Frankfurcie nad Menem. W 1989 r. spędził rok w ZSSR (Moskwa / Nowosybirsk).
Od 1990 r. mieszka i pracuje w Wiesbaden jako autor i reżyser filmów dokumentalnych. W roku 1994 założył studio produkcji filmowej „halbtotal” w Wiesbaden.
Klamt jest autorem wielu relacji i reportaży do audycji telewizyjnych „Kulturzeit”, „Aspekte” i „Foyer”.
W latach 2006–2007 przejął stanowisko wykładowcy na wydziale realizacji filmów w Wyższej Szkole Zawodowej w Wiesbaden. W latach 2007–2009 otrzymał stypendium „Grenzgänger” Fundacji Roberta Boscha.

## Filmografia
- 1993: Baldajew – Ilustrator GUŁagu (dt. Zeichner des GULag)
- 1996: Promieniująca trumna (dt. Der strahlende Sarg)
- 1998: Pelym (film)
- 2000: „…Przepraszam, że żyję(inne języki)” (niem. „…Verzeihung, ich lebe“)
- 2001: Taniec ognistych kół – ukraińskie kino poetyckie Jurija Iljenki (dt. Tanz der Feuerräder – Das ukrainische poetische Kino des Juri IIjenko)
- 2004: Kim jestem? Śląskie życiorysy (dt. Wer bin ich? Schlesische Lebensläufe)
- 2004: Carpatia (film dokumentalny)
- 2003–07: Krajobrazy teatralne Stuttgart/Wiesbaden/Monachium (dt. Theaterlandschaften Stuttgart/Wiesbaden/München u.a.)
- 2007: Ziemia obiecana – syberyjska utopia (dt. Das gelobte Land – Ein sibirisches Utopia)
- 2007: Zniknął bez śladu (dt. Spurlos verschwunden)
- 2007: Krajobrazy teatralne „Trójstyk” (dt. Theaterlandschaften spezial „Dreiländereck“)
- 2009: W nieznanej skórze (dt. In fremder Haut)
- 2009: Umrzeć za Gdańsk? (dt. Für Danzig sterben?)
- 2011: Momenty historii (dt. Momente der Geschichte)
- 2011: Podzielona klasa (dt. Die geteilte Klasse)
- 2012: Aż do śmierci i dalej (dt. Bis zum Tod und weiter)
- 2013: Walka o przetrwanie – polska pod okupacją niemiecką (dt. Kampf ums Überleben – Polen unter deutscher Besatzung)
- 2014: Szczęście abchaskiego pasterza (dt. Das Glück des abchasischen Hirten)
- 2014: Mordercy wśród nas – samotna walka Fritza Bauera (dt. Mörder unter uns – Fritz Bauers einsamer Kampf)
- 2014: Gloria i Exodus – Historia śląskiej szlachty (dt. Gloria und Exodus – Die Geschichte des schlesischen Adels)
- 2014: II Wojna Światowa (dt. Zweiter Weltkrieg)
- 2015: Anna Frank i dzieci wojny (dt. Anne Frank und Kinder des Krieges)
- 2015: LIMIT SOS
- 2016: Niemcy i Polacy – historia sąsiedztwa[1] (z Zofią Kunert i z Gordianem Mauggem) (dt. mit Zofia Kunert und Gordian Maugg: Die Deutschen und die Polen – Geschichte einer Nachbarschaft)
- 2018: Rewolucja kulturalna w Polsce (dt. Kulturrevolution in Polen)

## Nagrody
- „Limit SOS”
  - Pochwała LICHTER FILMFEST 2015
  - Rekomendacja FBW „cenny”
- „Podzielona klasa”
  - Nagroda specjalna festiwalu filmowego „Neiße 2012”
  - Udział w 7. Festiwalu Filmowym Berlin Biennale 2012
- „Umrzeć za Gdańsk?”
  - Nominacja do Polsko-Niemieckiej Nagrody Dziennikarskiej 2010
- „Krajobrazy teatralne Trójsty”
  - Polsko-Niemiecka Nagroda Dziennikarska 2010 r. w kategorii Telewizja[1]
- „Carpatia”
  - Nagroda główna „Cineambiente 2004” Torino, we Włoszech
  - „Najlepszy Film” Festival dos Festais, 2006 Goias /w Brazylii
  - Rekomendacja FBW „cenny”
  - Nominacja za najlepsze zdjęcia – Niemiecka nagroda zdjęciowa 2005
  - Nominacja za najlepszy montaż – Nagroda za montaż 2005
- „Przepraszam, że żyję”
  - „Heska nagroda filmowa 2000”
  - „Film dokumentalny roku 2000” epd film
- „PELYM”
  - Nagroda specjalna za film dokumentalny na Międzynarodowym Festiwalu Filmów Dokumentalnych w Monachium 1998 r.
  - Nagroda filmowa kanału telewizyjnego „arte” dla najlepszego niemieckiego filmu dokumentalnego w 1998 roku, Tydzień Filmowy w Duisburgu